# Vergasovaite
La vergasovaite è un minerale.

## Etimologia
Il nome è in onore della mineralogista e vulcanologa russa Lidija Pavlovna Vergasova (1941- ), che ha contribuito molto allo studio dei vulcani della Kamčatka.